# 창대정밀
주식회사 창대정밀은 대한민국의 금형 기업으로, 정밀금형 및 사출품 등을 생산하며 자동차 부품을 주력으로 하고 있다. 2024년 코넥스시장에 상장하였다.

## 역사
1999년 삼성전자 생산기술센터 출신 박제현 대표이사가 설립하였다.